# Dowód (film 2005)
Dowód (ang. Proof) – amerykański dramat filmowy z 2005 roku w reżyserii Johna Maddena, zrealizowany na podstawie sztuki Davida Auburna. Zdjęcia kręcono w Chicago.

## Obsada
- Gwyneth Paltrow jako Catherine
- Anthony Hopkins jako Robert
- Jake Gyllenhaal jako Hal
- Hope Davis jako Claire
- Danny McCarthy jako policjant
- Gary Houston jako profesor Barrow
- Tobiasz Daszkjewicz jako kierowca limuzyny
- Anne Wittman jako Joann
- Leigh Zimmerman jako znajoma na przyjęciu
- Colin Stinton jako fizyk na przyjęciu
- Leland Burnett jako wokalista kapeli
- John Keefe jako kolega z uniwersytetu
- Chipo Chung jako kolega z uniwersytetu
- C. Gerod Harris jako kolega z uniwersytetu
- Roshan Seth jako profesor Bhandari

## Nagrody i nominacje
- Złote Globy 2005: Najlepsza aktorka dramatyczna – Gwyneth Paltrow (nominacja)